# Domecy-sur-le-Vault
 Domecy-sur-le-Vault  es una comuna y población de Francia, en la región de Borgoña, departamento de Yonne, en el distrito y cantón de Avallon.
Su población en el censo de 1999 era de 104 habitantes.
Está integrada en la Communauté de communes de l'Avallonnais .

## Demografía
| 125 | 99 | 86 | 80 | 87 | 104 |
| Para los censos de 1962 a 1999 la población legal corresponde a la población sin duplicidades (Fuente: INSEE [Consultar]) |    |    |    |    |     |